# 雅布斯湖
68°33′S 78°15′E / 68.550°S 78.250°E
雅布斯湖（英語：Lake Jabs），是南極洲的湖泊，位於伊利沙伯女皇地，處於克拉布湖以東的布雷德內斯半島中部，根據美國海軍拍攝的空中照片繪入地圖，現時由南極條約體系管理。